# Бенцо Алессандрийский
Бенцо Алесса́ндрийский, или Бенцо Алессандрино (итал. Benzo di Alessandria, Benzo Alessandrino, лат. Bentius Alexandrinus; не ранее 1250, Алесса́ндрия — около 1330, 1333, или 1335, Верона) — итальянский гуманист-энциклопедист, хронист и собиратель рукописей из Вероны, нотариус и канцлер её сеньоров делла Скала, автор «Всемирной хроники» (лат. Chronicon).

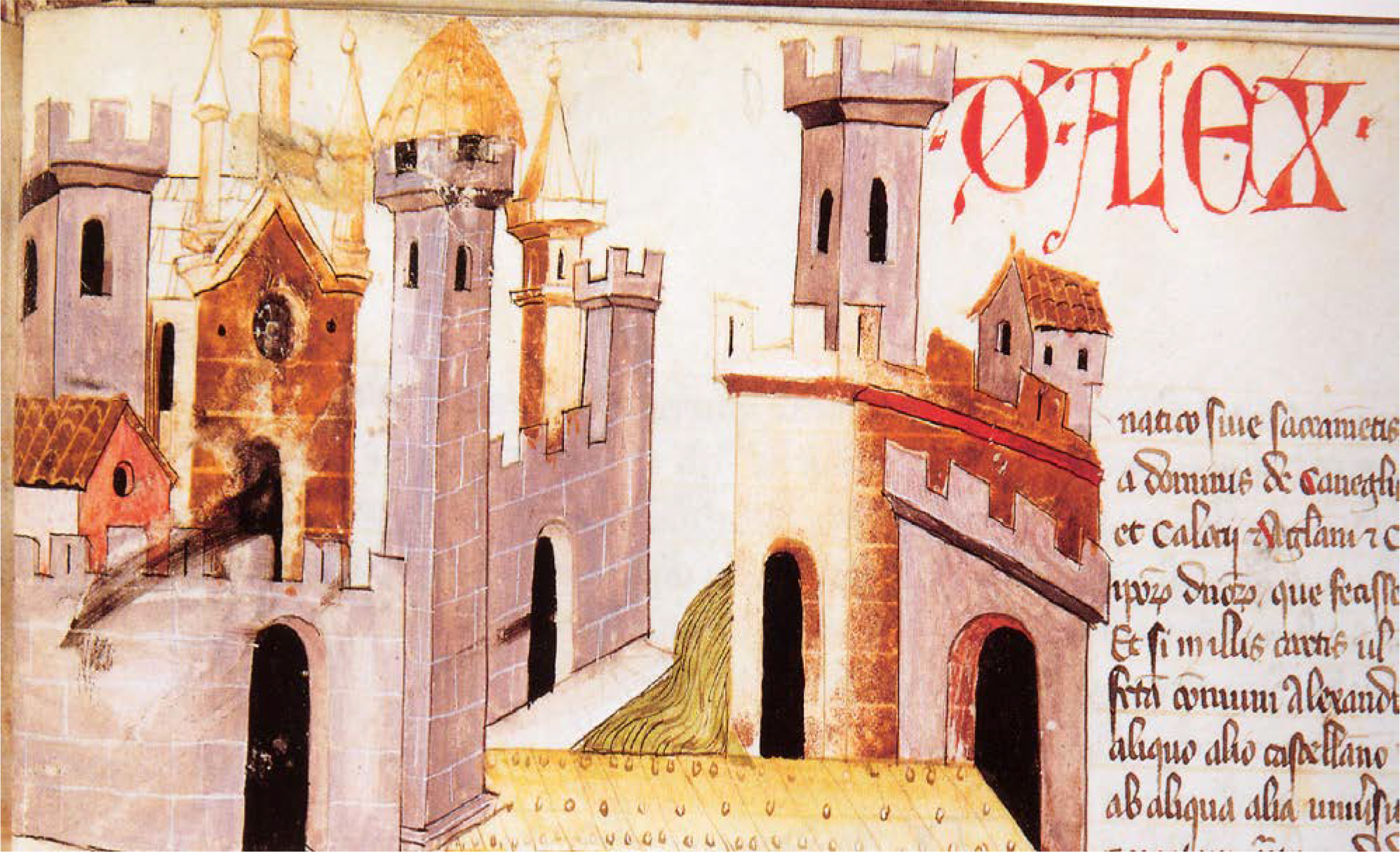
Аллегорическое изображение города Алесса́ндрии и его предместья Бергольо. Миниатюра рукописи XIII в. из Асти

## Биография

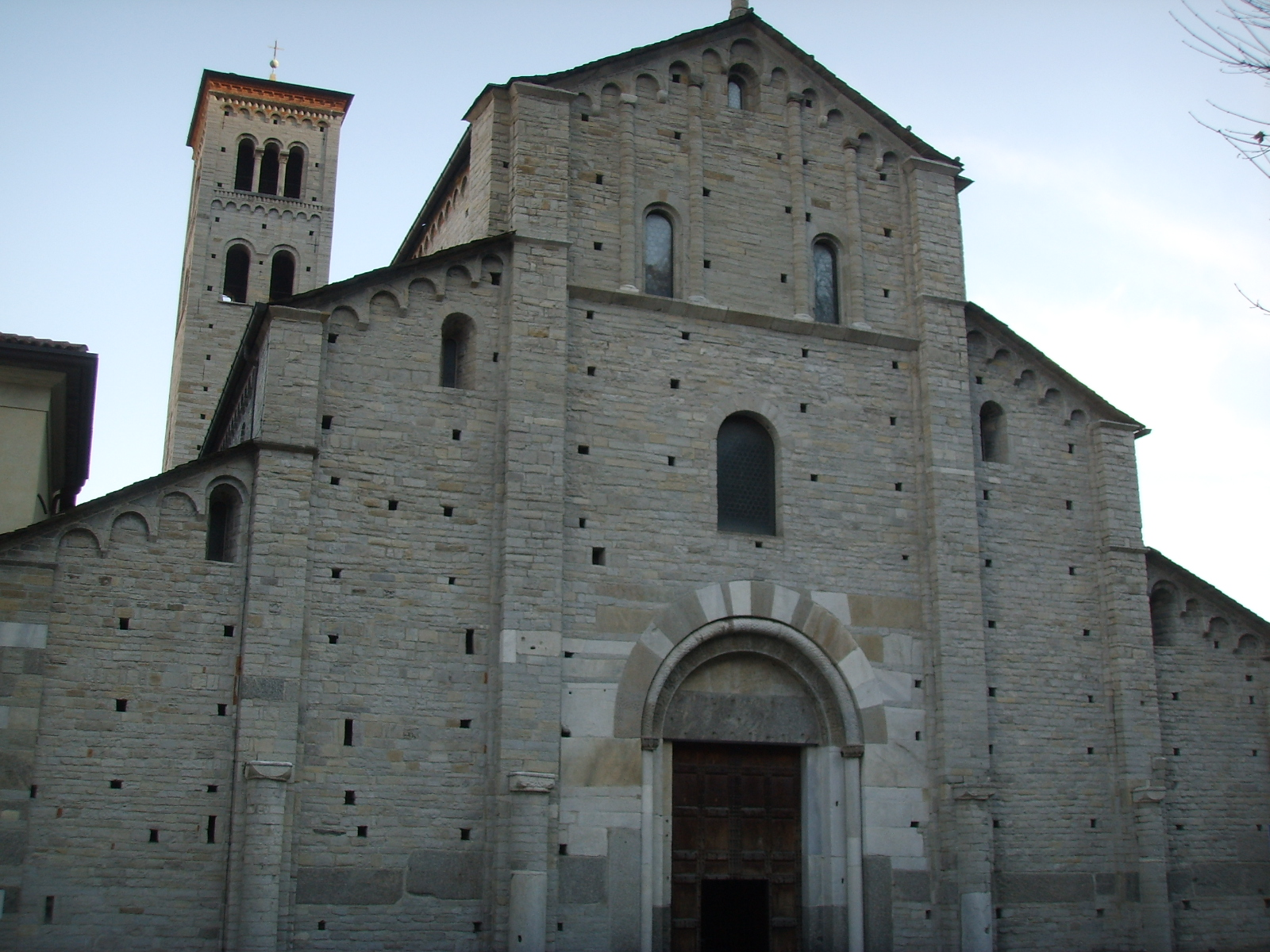
Базилика Сант-Аббондио в Комо, XI в.

Родился в середине XIII века в ломбардском городе Алесса́ндрии (совр. провинция Пьемонт), вероятно, в семье местных пополанов. По мнению одного из исследователей его творчества филолога-классика Ремиджо Саббадини, принадлежал к семье Кона (итал. Cona), что оспаривается некоторыми современными историками. Возможно, обучался нотариальному делу в Болонье, поступив там в местный университет, где изучал право, искусство написания писем (лат. ars dictaminis) и труды латинских авторов.

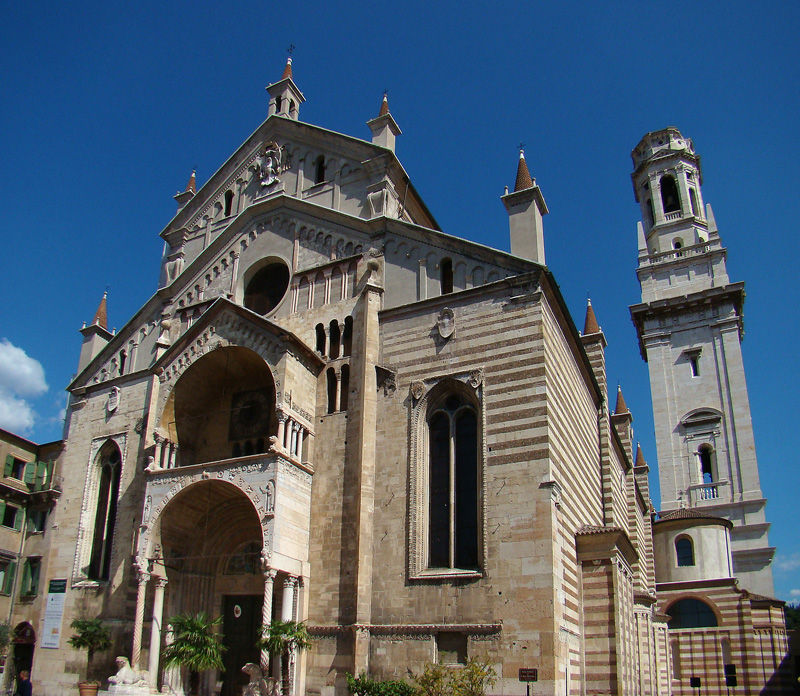
Кафедральный собор Пресвятой Девы Марии в Вероне, XII в.

Утверждение итальянского историка Луиджи Альберто Ферраи (ум. 1902) о том, что он носил духовный сан и совершил в 1283 году паломничество в Иерусалим, в настоящее время признаётся ошибочным. Достоверно известно лишь, что в последнее десятилетие XIII века он предпринял ряд путешествий, объездив города Северной и Средней Италии в поисках рукописей античных классиков и исторических воспоминаний.
В 1310—1312 годах он служил нотариусом у имперского судьи Чионе (Угуччионе) Белласте в Милане, по поручению которого составил, в частности, приговор к изгнанию некоего Франзоло Легата фу Пьетра, обвинённого в государственной измене. Прожив в Милане около пяти лет, стал там свидетелем коронации императора Генриха VII Люксембургского, состоявшейся в день Богоявления в церкви Сан-Амброджо.
В 1312—1322 годах он служил уже секретарём у епископа Комо Леоне Ламбертенге (1295—1325), при дворе которого начал изучать древние рукописи. Совершил поездку в Равенну в поисках древнеримских текстов, после которой составил в 1316 году «Описание Милана» (лат. De Mediolano civitate), а в 1313—1317 годах — всемирную латинскую хронику.
Перебравшись в Верону, исследовал там богатую библиотеку при кафедральном соборе, в которой нашёл, среди прочих, рукописи Катулла, Авсония Магна и «Истории Августов». В 1330 году побывал в Авиньоне при дворе папы Иоанна XXII (1316—1334), обнаружив там, в частности, рукопись «Похвальной книги городу Тицину», т. е. Павии (лат. Liber de Laudibus civitatis Ticinensis).
Принадлежа к культурному кругу известных падуанских гуманистов Альбертино Муссато, Ловато Ловати и др., активно участвовал в восстановлении и переписке текстов античных классиков, распространившейся к концу XIII века в Италии, поддерживая на этой почве знакомство со многими образованными клириками и хронистами.
Не позже 1320 года он поступил на службу нотариусом к синьору Вероны Кан Гранде I делла Скала (1311—1329), а в 1325—1333 годах возглавлял его личную канцелярию, сохранив эту должность при его преемнике Мастино II (1329—1335). Сохранилось, как минимум, два подписанных им важных документа, в том числе инвеститура на замок Видиццоло, выданная веронским правителем Кан Гранде I делла Скала (1311—1329) своему союзнику, известному кондотьеру Спинетте Маласпине, когда в 1317 году тот был вынужден оставить свои владения в Луниджане и укрыться в Вероне.
В 1333 году он подписал в качестве доверенного лица веронских правителей Мастино II и Альберто II делла Скала перемирие между королём Неаполя Робертом Анжуйским (1309—1343) и чешским королём Иоанном Люксембургским (1310—1346) в церкви Святого Андрея в Сандре (Венето). Вскоре после этого он, вероятно, умер в Вероне, однако точная дата его смерти и место захоронения остаются неизвестными.

## Сочинения
Является автором латинской «Хроники от сотворения мира до времён Генриха» (лат. Cronica a mundi origine usque ad tempora Henrici), носившей, подобно ставшему для неё образцом «Зерцалу историческому» Винсента из Бове, характер историко-географической и историко-культурной энциклопедии и первоначально состоявшей из 24-х или 25-ти книг, но дошедшей до нас лишь во фрагментах, общий объём которых составляет примерно треть первоначального текста. В общей сложности, из трёх её книг сохранилась полностью только первая. Как указывает в книге 14-й «Хроники» сам автор, она была начата им не позже 1313 года при дворе епископа Леоне в Комо, и окончена около 1317-го в Вероне.
Первые 10 книг хроники охватывают времена от сотворения мира до захвата Иерусалима римским императором Титом в 70 г. н. э. и в значительной степени основаны на сочинениях Иосифа Флавия «Иудейские древности» и «Иудейская война», а также «Схоластической истории» Петра Коместора. Книги XI—XIV, для которых автором разработана оригинальная система ссылок на источники, содержат географический экскурс, основанный на трудах Гая Юлия Солина, Павла Орозия и Исидора Севильского, основное внимание в котором уделяется итальянским городам, прежде всего Милану, Павии, Генуе и Комо.
Книги XV—XIX посвящены походам Александра Великого и истории Македонского царства. Основными источниками для них послужили «Эпитома Помпея Трога» Юстина, «Хроника» Иеронима Стридонского и «Зерцало историческое» Винсента из Бове. Книги XX—XXIII посвящены греческой истории, и, помимо названных произведений, содержат заимствования из «Достопамятных высказываний и деяний» Валерия Максима, «Фиваиды» и «Ахиллеиды» Стация, «Дневника Троянской войны» Диктиса Критского, «Повести о разрушении Трои» Дарета Фригийского и комментариев Сервия к Вергилию. Помимо этого, не вызывает сомнений знакомство автора с «Романом о Трое» Бенуа де Сен-Мора.
Книга XXIV-я, во многом основанная на «Зерцале» вышеназванного Винсента из Бове, посвящена деяниям и изречениям героев классической древности, а также излагает взгляды античных философов, в первую очередь Платона и Аристотеля. Наконец, XXV-я, наиболее оригинальная по содержанию своему, книга содержит исторические и географические сведения о городах Италии, в первую очередь о Милане; 132-я же глава её посвящена Риму, который хронист называет «королевой провинций, матерью городов, владыкой народов и средоточием мира» (лат. provinciarum regina et urbium domina ac gentium princeps orbisque caput). Основными источниками для этой книги послужили, помимо трудов Тита Ливия, Вергилия, Флавия, Клавдиана, Аврелия Августина, Орозия, миланские хроники Арнульфа, Ландульфа Старшего и Ландульфа Младшего, «Хроника пап и императоров» Мартина Опавского, «Хроника семи возрастов мира» Риккобальдо Феррарского, «Море историй» Джованни Колонны, а также поэма Авсония Магна «О знаменитых городах» (лат. Ordo urbium nob ilium), рукопись которой автор нашёл в библиотеке кафедрального собора Вероны.
Как историк Бенцо является не простым компилятором, а серьёзным исследователем, критически подходя к источникам, исправляя искажения переписчиков и отделяя предания от исторических фактов, в чём помогают ему юридическое образование и критический склад ума. Не исключено, что опыт анализа письменных памятников он выработал ещё в молодости, трудясь в должности нотариуса при дворе располагавших собственными архивами и канцеляриями влиятельных церковных и светских особ, а также делая записи в ходе своих путешествий.
По мнению исследователя творчества Бенцо Джозефа Р. Берригана, его методы работы с текстами, которые он не только внимательно прочитывает и цитирует, но и порой интерпретирует, избегая анахронизмов, предвосхищают методы Франческо Петрарки, Джованни Ауриспы и Поджо Браччолини, с которыми его сближает также хорошее знание классической латыни, изучавшейся в его время, главным образом, образованными клириками, но не светскими лицами, что существенно осложняло не только адекватный перевод, но и элементарное сохранение литературного наследия античности.
Вводя в оборот произведения античных авторов, включая малоизвестных Диктиса, Дарета, Авсония и пр., делая выдержки из классических текстов, Бенцо по возможности отходит от встречающихся в них принципов стихосложения и заменяет современными вышедшие из употребления слова, стараясь, однако, сохранить их оригинальный стиль. Примером его работы по критике древних источников является изложение им событий Троянской войны. В частности, приводя более древнюю версию Диктиса об убийстве Гектора Ахиллом из засады, он противопоставляет её рассказу Дарета, пытаясь соединить два текста. Гуманизируя не только античных героев, но и богов, он основывает своё представление о них не только на «Хронике Иеронима», но и других известных ему источниках.
Исходя из укоренившейся в современной исторической науке тенденции относить зарождение гуманистических идей ко временам позднего дученто, Бенцо вполне возможно признать подлинным зачинателем научной историографии в Италии, как минимум, одним из основоположников итальянского антикварианизма. Вместе с тем, структура построения произведения, отсутствие выработанной теории и заметная непоследовательность сближают Бенцо и с его предшественниками-хронистами, заставляя Берригана называть предгуманизм переходным движением от Средневековья к Возрождению, а труд Бенцо «типично средневековой энциклопедией, наполненной элементами критики и открытиями текстов, которые в нашем представлении должны были увидеть свет позже». В частности, Берриган обращает внимание на фрагментарную сохранность труда Бенцо, который, возможно, даже не был завершён, в силу чего не совсем понятен замысел автора, предварившего его следующим введением:
«Здесь начинается хроника от сотворения мира до пришествия Спасителя. В ней сообщается обо всех делах, описанных на священных страницах Ветхого Завета, а также о многих других памятных и примечательных событиях, извлечённых из других произведений, в частности, сочинений отцов церкви и прочих авторов, считавшихся историками и правдиво излагавших истину. Хроника эта состоит из двадцати четырёх книг, каждая из которых подразделяется, в свою очередь, на главы...»
Возможно, Бенцо, подобно Риккобальдо и Колонне, изначально намеревался изложить исторические события от сотворения мира, объединив ветхозаветные предания с античной традицией, а возможно, создать универсальную энциклопедию в просветительских целях, в любом случае, внимание его изначально не сосредотачивалось, как у Альбертино Муссато, Дино Компаньи, Варфоломея Луккского, или Джованни Виллани, на событиях современных.
Младший современник Бенцо — Гульельмо да Пастренго (1290—1362), известный веронский политик, правовед и друг Петрарки, использовал его хронику в своей биографической энциклопедии «О мужах знаменитых и выдающихся» (лат. De viris illustribus et de originebus), ею пользовался в своей «Истории города Святого Амвросия» миланский нотариус Джованни да Черменате, её задействовал, наряду с «Описанием Милана», хронист-доминиканец Гальвано Фьямма, её цитировал автор «Хроники Монцы» (лат. Chronicon modoetiense) Бонинконтро Морийя.
Единственная рукопись хроники Бенцо на 285 пергаментных листах, датированная серединой XIV века, хранится в Амброзианской библиотеке в Милане (B 24 Inf.) и, по мнению вышеназванного Саббадини, не является полной. Установлено, что изначально она принадлежала Аццоне Висконти (1329—1339), а затем миланскому приорату доминиканцев Сант-Эусторджо, откуда в начале XVII столетия поступила в библиотеку Амброзиана.
Помимо хроники и историко-географического «Описания Милана», перу Бенцо принадлежит также «Донесение о канонизации Фомы Аквинского» (итал. Relatio de canonizatione Thomae de Aquino), адресованное авиньонскому папе Иоанну XII, в котором он приводит, помимо прочего, отзывы церковных деятелей своей эпохи о святом.

## Издания
- Il "Chronicon" di Benzo d'Alessandria e i classici latini all'inizio del XIV secolo: Edizione critica del libro XXIV, "De moribus et vita philosophorum", a cura di Marco Petoletti. — Milano: Vita e Pensiero, 2000. — xxiii, 389 p. — (Bibliotheca erudite, 15). — ISBN 978-8834305102.
- Milano e i suoi monumenti: la descrizione trecentesca del cronista Benzo d'Alessandria, a cura di Marco Petoletti. — Alessandria: Edizioni dell'Orso, 2004. — 178 p.  — (Ciceronianus, 3). — ISBN 978-8876946981.